# Sindzsuku pályaudvar

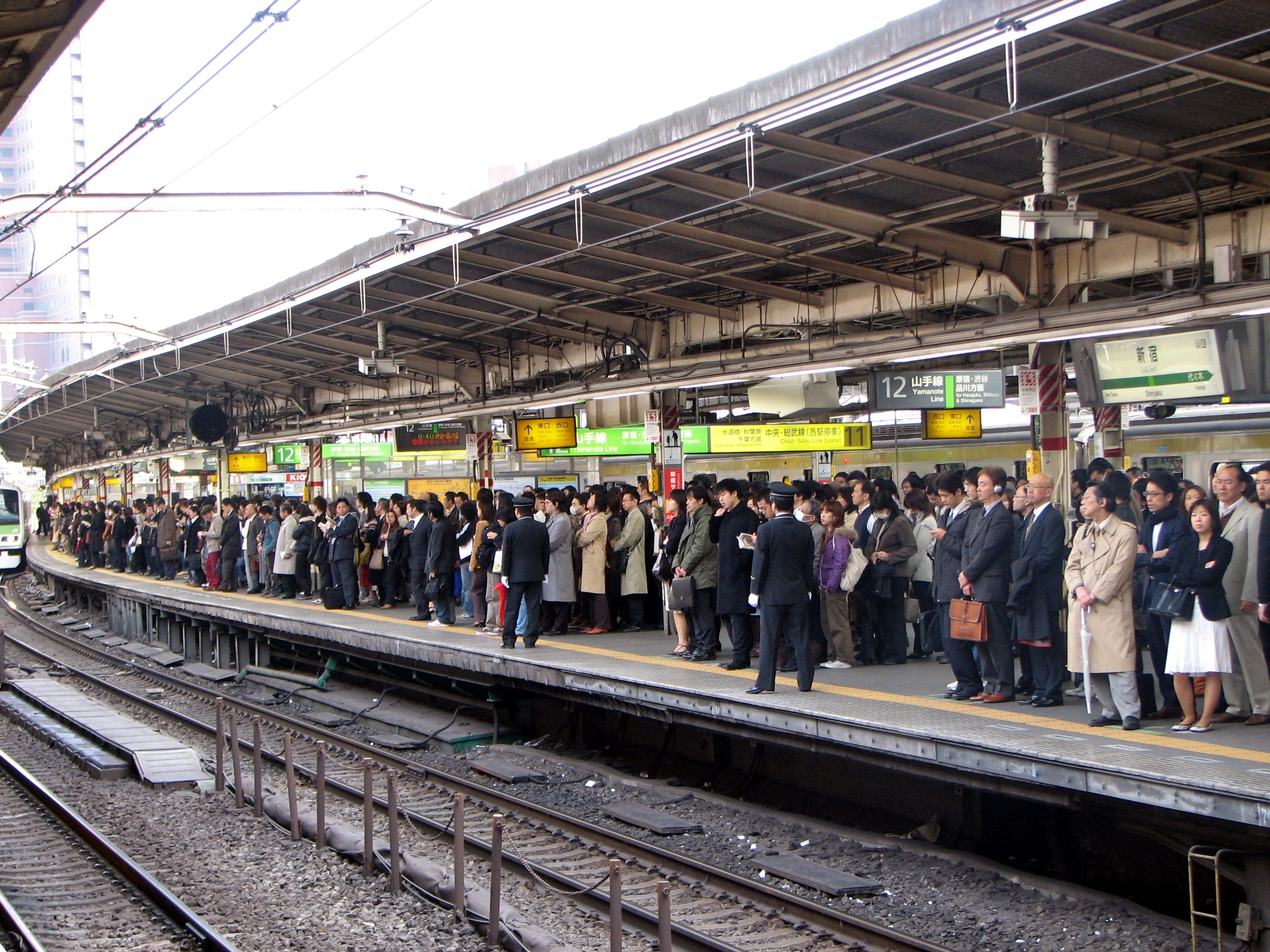
Csúcsforgalom a Sindzsuku pályaudvaron áthaladó Jamanote-vonalon

A Sindzsuku pályaudvar (japánul 新宿駅, átírással Sindzsuku-eki) egy vasútállomás a tokiói Sindzsuku és Sibuja kerületekben, Japánban.
Az állomás a Tokió és annak nyugati elővárosai között lebonyolodó vasúti közlekedés legfontosabb csomópontja, ahol számos városközi, elővárosi és városon belüli vasút, valamint a metró számos vonala találkozik.
A legforgalmasabb pályaudvar az átutazó utasok számát tekintve. A pályaudvaron keresztül érhetőek el Tokió nyugati elővárosai, megáll itt több intercity vonat és számos metróvonal. 2007-ben naponta átlagosan 3,64 millió utas fordult meg itt. 1885-ben nyílt meg és ma több társaság vonatait is kiszolgálja. Ezek közül a JR East önmaga hét középperont foglal el és napi 1,5 millió utas használja a cég szerelvényeit.
A pályaudvar több mint 200 bejáratot és kijáratot számlál.
Terület alapján a Sindzsuku pályaudvar a második legnagyobb vasútállomás a Nagoja pályaudvar után.

## Vonalak
- East Japan Railway Company
  - Jamanote-vonal
  - Csúó fővonal
  - Csúó-Szóbu vonal
  - Sónan-Sindzsuku vonal
  - Szaikjó vonal
- Odakjú Vasúttársaság
  - Odakjú Odavara vonal
- Keió Vállalat
  - Keió vonal
  - Keió új vonal
- Tokiói metró
  - Marunoucsi vonal
- Toei metró
  - Toei Sindzsuku vonal
  - Toei Óedo vonal